# 1992年9月逝世人物列表
1992年逝世人物列表：1月 - 2月 - 3月 - 4月 - 5月 - 6月 - 7月 - 8月 - 9月 - 10月 - 11月 - 12月
1992年9月逝世人物列表，是用於匯總1992年9月期間逝世人物的列表。

## 依日期排序

### 1日
- Desta Asgedom，20歲，衣索比亞運動員，自殺。
- 莫裡斯·卡諾夫斯基，94歲，美國演員。[1]
- 奇克·哈伯特（Chick Harbert），77歲，美國高爾夫球手，中風。[2]
- 彼得·雅罗谢维奇，82歲，波蘭政治家，總理（1970-1980），被謀殺。[3]
- 謝爾蓋·謝尤科夫（Sergey Senyukov），37歲，蘇聯跳高運動員和奧運選手。[4]
- 伊萬·特雷古波夫，62歲，蘇聯冰球運動員。

### 2日
- 塔希爾·哈薩諾夫（Tahir Hasanov），22歲，亞塞拜然士兵和戰爭英雄，在行動中喪生。
- 南貞姙，47歲，韓國女演員，乳腺癌。[5]
- 薩德克·馬拉拉（Sadeq Mallallah），21-22歲，沙烏地阿拉伯叛教者，斬首處決。[6]
- 巴巴拉·麦克林托克，90歲，美國遺傳學家，諾貝爾獎獲得者（1983年）。[7]
- 約翰尼·莫蒂默（Johnnie Mortimer），61歲，英國編劇。[8]
- Baltasar Sangchili，80歲，西班牙拳擊手。[9]
- 伯特·扎格斯（Bert Zagers），59歲，美國橄欖球運動員。[10]

### 3日
- 塞薩爾·本宗（César Bengzon），96歲，菲律賓法官，菲律賓首席大法官（1961-1966）。
- 布魯諾·別林斯基（Bruno Bjelinski），82歲，克羅埃西亞作曲家。[11]
- Sherm Chavoor，72-73歲，美國游泳教練。
- 馬哈茂德·赫薩比，89歲，伊朗核物理學家和政治家。
- Eli Mandel，69歲，加拿大詩人。[12]
- P. Neelakantan，75歲，印度泰米爾語電影導演。
- Sirimathi Rasadari，60歲，斯裡蘭卡女演員。
- Joseph L. Rauh， Jr.，81歲，美國民權和公民自由律師。[13]

### 4日
- 路易士·卡多薩·阿拉貢，88歲，瓜地馬拉作家和外交官。[14]
- Dan Deșliu，65歲，羅馬尼亞詩人，溺水身亡。
- 格雷格·霍爾布羅克（Greg J. Holbrock），86歲，美國政治家、律師和政治家。
- 法赫拉丁·納傑夫（Fakhraddin Najafov），24歲，亞塞拜然士兵和戰爭英雄，在行動中喪生。
- M. B. Ramachandra Rao，86歲，印度地球物理學家。
- 約翰·范·德雷倫，70歲，荷蘭演員。[15]

### 5日
- 黄两正，71歲，新加坡跨欄運動員。
- 羅恩·大衛斯（Ron Davis），50歲，美國棒球運動員。[16]
- 比利·赫爾曼（Billy Herman），83歲，美國棒球運動員，癌症。[17]
- 歐文·艾倫·李（Irving Allen Lee），43歲，美國演員（《夜之邊緣》），愛滋病。[18]
- 弗里茨·莱伯（Fritz Leiber），81歲，美國作家（Fafhrd and the Gray Mouser），中風。[19]
- 森康二，67歲，日本動畫師。
- 拉斯洛·拉傑桑尼，85歲，匈牙利擊劍運動員，奧運會冠軍。[20]
- 阿爾伯特·裡斯（Albert Rees），71歲，美國經濟學家。[21]
- 哈爾·羅素（Hal Russell），66歲，美國自由爵士樂作曲家，樂隊領隊和多樂器演奏家。[22]
- 延斯·阿魯普·塞普（Jens Arup Seip），86歲，挪威歷史學家。
- 克裡斯托弗·特雷克斯（Christopher Trace），59歲，英國演員和電視節目主持人（Blue Peter），癌症。
- 周文楠，82歲，中國革命家、法官。[23]
- 漢斯·彼得·齊默（Hans-Peter Zimmer），55歲，德國藝術家。

### 6日
- 羅尼·卡希爾（Ronnie Cahill），77歲，美國橄欖球運動員。
- 亨利·埃弗隆，81歲，美國編劇（紐曼上尉，醫學博士，旋轉木馬，桌面套裝）。[24]
- 派特·哈德（Pat Harder），70歲，美國橄欖球運動員。[25]
- 默文·約翰斯（Mervyn Johns），93歲，威爾士演員。[26]
- Ponjikara Raphi，68歲，印度馬拉雅拉姆語散文家、劇作家和小說家。
- 約翰·薩頓（John Sutton），73歲，英國地質學家。

### 7日
- 萊萬·阿巴希澤（Levan Abashidze），29歲，喬治亞演員和士兵，在戰鬥中喪生。
- 西里爾·本斯（Cyril Bence），89歲，威爾士工具製造商和政治家。[27]
- 阿圖羅·多明尼奇，76歲，義大利演員。
- 傑拉爾德·漢利（Gerald Hanley），76歲，愛爾蘭小說家。[28]
- 爱德华·科贝林斯基，84歲，波蘭賽艇運動員和奧運獎牌得主。[29]
- 埃米利奧·比利亞爾巴·威爾士，86歲，阿根廷編劇。

### 8日
- 威廉·巴雷特（William Barrett），79歲，美國學者。[30]
- 昆汀·伯迪克（Quentin N. Burdick），84歲，美國政治家，美國參議院議員（自1960年起），心力衰竭。[31]
- 蓋伊·格蘭瑟姆（Guy Grantham），92歲，英國海軍軍官。
- 唐納德·格思里（Donald Guthrie），76歲，英國神學家和新約學者。[32]
- 漢斯·奧托·邁斯納（Hans-Otto Meissner），83歲，德國律師和納粹外交官。

### 9日
- 莫裡斯·伯頓（Maurice Burton），94歲，英國動物學家和科學作家。[33]
- 朱利安·克魯斯，75歲，英國舉重運動員和奧運獎牌得主。[34]
- William E. DePuy，72歲，美國陸軍上將。[35]
- 卡梅洛·迪貝拉，71歲，義大利足球運動員。[36]
- 威利·芬內爾（Willie Fennell），72歲，澳大利亞演員、喜劇演員和編劇。
- 伊姆雷·柯尼希（Imre König），91歲，匈牙利-英國國際象棋大師。

### 10日
- 路易士·貝斯，93歲，比利時足球運動員。
- 哈羅德·休姆斯（Harold L. Humes），66歲，美國小說家和反主流文化人物。
- 漢斯·沙夫（Hanns Scharff），84歲，德國空軍審訊員。
- Ivar Sjölin，73歲，瑞典自由式摔跤運動員和奧運會獎牌得主。[37]
- 伊芙琳·威靈斯（Evelyn Wellings），83歲，埃及-英國板球運動員和記者。[38]

### 11日
- Else Germeten，74歲，挪威電影審查員和政治家。
- 阿布巴卡爾·古米（Abubakar Gumi），69歲，奈及利亞伊斯蘭學者，白血病。
- 郷鍈治，55歲，日本演員。[39]
- 弗兰克·麦金尼（Frank McKinney），53歲，美國奧運游泳運動員（1956年，1960年），飛機失事。[40]
- 弗蘭克·辛吉諾（Frank Singuineau），79歲，特立尼達演員。[41]

### 12日
- 瑪麗·威爾斯·阿什沃思（Mary Wells Ashworth），89歲，美國歷史學家，主動脈破裂。[42]
- Hans F. Koenekamp，100歲，美國特效藝術家和電影攝影師。
- Mallikarjun Mansur，81歲，印度古典歌唱家。[43]
- 露絲·尼爾森（Ruth Nelson），87歲，美國女演員（《3個女人》《深夜秀》《覺醒》），癌症。[44]
- 埃德·派克（Ed Peck），75歲，美國演員（《快樂時光》《布利特》《飛虎隊》的戴爾·康威少校），心臟病發作。[45]
- 安東尼·柏金斯（Anthony Perkins），60歲，美國演員（《驚魂記》、《友好勸導》、《黑洞》）、愛滋病。[46]
- 埃米利奧·雷科巴，87歲，烏拉圭足球運動員。[47]
- 罗恩·伍德鲁夫（Ron Woodroof），42歲，美國企業家，達拉斯買傢俱樂部的創始人，愛滋病相關肺炎。

### 13日
- 迪克·霍夫曼（Dick Huffman），69歲，美國橄欖球運動員。[48]
- 盧·雅各布斯，89歲，德裔美國小醜。[49]
- 博日達爾·拉希卡，79歲，克羅埃西亞建築師、佈景師和畫家。
- 阿爾謝尼·謝苗諾夫，81歲，蘇聯畫家和藝術教師。

### 14日
- 索瑪柏拉·達瑪普里亞，51歲，斯里蘭卡演員和電影攝影師。
- 伊爾斯·多爾費爾特，80歲，德國短跑運動員和奧運選手。[50]
- 布魯斯·哈奇森（Bruce Hutchison），91歲，加拿大作家和記者。[51]
- 奧古斯特·科門丹特，85歲，愛沙尼亞裔美國結構工程師。[52]
- 保羅·約瑟夫·詹姆斯·馬丁，89歲，加拿大政治家。[53]
- 西奧多·S·魏斯（Theodore S. Weiss），64歲，美國政治家，美國眾議院議員（自1977年起），心力衰竭。[54]

### 15日
- 佩德羅·福門塔爾（Pedro Formental），77歲，古巴裔美國棒球運動員。[55]
- 哈威·哈迪（Harvey Hardy），69歲，美式橄欖球運動員。
- 老沃爾特·B·瓊斯（Walter B. Jones， Sr.），79歲，美國政治家，美國眾議院議員（自1966年起）[56]
- 邁克爾·盧西亞諾，83歲，美國電影剪輯師（《骯髒的十二人》、《最長的一碼》、《鳳凰飛翔》）。[57]
- 舒本德拉·尚卡爾，50歲，印度平面藝術家，音樂家和作曲家，肺炎。

### 16日
- 拉爾比·本巴雷克，75歲，法國-摩洛哥足球運動員。
- 米利森特·芬威克（Millicent Fenwick），82歲，美國政治家，心力衰竭。[58]
- 摩根斯·科赫（Mogens Koch），94歲，丹麥建築師。
- 亨利·萊蓋（Henri Legay），72歲，法國歌劇男高音。
- 吉姆·沙利文（Jim Sullivan），北愛爾蘭政治家和共和黨人。
- 維多利亞·沃爾夫，88歲，德裔美國作家。[59]

### 17日
- Homayoun Ardalan，42歲，伊朗庫爾德政治家，被暗殺。[60]
- Feodor Chaliapin Jr.，86歲，俄羅斯-義大利演員。[61]
- Herivelto Martins，80歲，巴西作曲家和歌手。
- 拉爾夫·施瓦茨（Ralph Schwarz），25歲，荷蘭賽艇運動員和奧運選手，飛機失事。[62]
- Sadegh Sharafkandi，54歲，伊朗庫爾德政治家，被暗殺。[63]
- Judith Nisse Shklar，63歲，拉脫維亞裔美國政治理論家。[64]
- 羅傑·瓦格納（Roger Wagner），78歲，美國音樂家。[65]

### 18日
- 洛娜·安德列，77歲，美國女演員。
- 大衛·博迪安（David Bodian），82歲，美國醫學家，帕金森病。[66]
- 達里奧·卡巴內拉斯，75歲，西班牙阿拉伯人。[67]
- 丹麥瑪格麗特公主，97歲，丹麥皇室成員。[68]
- 凱文·漢拉漢（Kevin Hanrahan），39歲，美國黑幫（Patriarca犯罪家族），被槍殺。
- 穆罕默德·希达亚乌拉（Mohammad Hidayatullah），86歲，印度律師和首席大法官。
- 古斯塔夫·隆巴德（Gustav Lombard），97歲，二戰期間的德國黨衛軍將軍。
- Werner E. Reichardt，68歲，德國物理學家和生物學家。
- 赫伯特·W·斯賓塞（Herbert W. Spencer），87歲，智利裔美國電影和電視作曲家和編曲家。
- 厄爾·范·戴克（Earl Van Dyke），62歲，美國靈魂音樂家，前列腺癌。[69]

### 19日
- 弗里茨·鲍尔（Fritz Bauer），86歲，德國舵手和奧運冠軍。[70]
- 弗雷德里克·庫姆斯（Frederick Combs），56歲，美國演員（《樂隊中的男孩》），愛滋病。[71]
- 傑蘭特·埃文斯（Geraint Evans），70歲，威爾士歌劇歌手。[72]
- 肯尼·霍華德（Kenny Howard），63歲，美國摩托車修理工，藝術家和槍匠。
- 艾達·伊曼古利耶娃（Aida Imanguliyeva），52歲，亞塞拜然學者，癌症。
- 雅克·皮克（Jacques Pic），59歲，法國廚師，心臟病發作。[73]
- 基思·斯塔克波爾，76歲，澳大利亞足球運動員。
- 亞歷山大·特洛伊，78歲，奧地利電影演員。[74]

### 20日
- 穆薩·安特爾，72歲，土耳其庫爾德作家、記者和知識份子，被暗殺。
- Leon O. Jacobson，80歲，美國醫生、醫學研究員和教育家。[75]
- 魯本·卡迪什（Reuben Kadish），79歲，美國視覺藝術家。[76]
- 哈裡·史密斯，82歲，加拿大速度滑冰運動員和奧運選手。[77]
- 威廉·斯普林格（William L. Springer），83歲，美國政治家，美國眾議院議員（1951-1973）。

### 21日
- 亞歷山大·阿爾梅托夫（Aleksandr Almetov），52歲，俄羅斯冰球運動員[78]
- 塔拉昌德·巴賈蒂亞（Tarachand Barjatya），78歲，印度電影製片人。
- 保羅·阿爾方斯·馮·梅斯涅-溫尼堡，75歲，德國-奧地利賽車手。
- 哈里·索恩伯恩，77歲，美國商人，麥當勞第一任總裁，糖尿病。
- 比爾·威廉姆斯，77歲，美國演員（《基特·卡森歷險記》），腦瘤，腦癌。[79]

### 22日
- 坎迪多·阿曼蒂尼（Candido Amantini），78歲，義大利羅馬天主教神父，神學家和驅魔師。
- 保羅·比西，87歲，美國神經外科醫生。[80]
- 詹姆斯·德穆切特（James Demouchette），37歲，美國被定罪的殺人犯，注射死刑。
- 奧雷利奧·洛佩斯（Aurelio López），44歲，墨西哥棒球運動員，交通事故。[81]
- 阿魯納·珊蒂，66歲，斯里蘭卡演員。

### 23日
- 弗蘭克·布裡格斯（Frank P. Briggs），98歲，美國政治家，美國參議院議員（1945-1947）。[82]
- 保羅·E·加伯（Paul E. Garber），93歲，美國博物館館長。[83]
- 伊瓦爾·伊瓦斯克，64歲，愛沙尼亞詩人。[84]
- 瑪麗·桑佩爾（Mary Santpere），79歲，西班牙女演員。[85]
- 卡蓮·孫達蘭，88歲，印度公務員。
- 格爾特·斯沃特，74歲，美國小說家，肺氣腫。[86]
- 詹姆斯·范佛里特（James A. Van Fleet），100歲，美國陸軍將軍。[87]

### 24日
- 克利斯蒂安·巴里（Christiane Barry），74歲，法國女演員。[88]
- 羅伊·赫弗南（Roy Heffernan），67歲，澳大利亞職業摔跤手，心臟病發作。
- 皮埃特羅·馬格尼，73歲，義大利足球運動員和經理。[89]
- Sarv Mittra Sikri，84歲，印度法官兼首席大法官。
- 布朗尼·懷斯（Brownie Wise），79歲，美國先驅女推銷員（特珀韋爾）。

### 25日
- 伊戈爾·巴卡洛夫（Igor Bakalov），52歲，蘇聯體育射擊運動員和奧運選手。[90]
- 蒂博爾·凱梅尼，79歲，匈牙利足球運動員和教練。
- 塞薩爾·曼裡克（César Manrique），73歲，西班牙藝術家，交通事故。[91]
- 伊萬·弗多維奇，31歲，塞爾維亞鼓手，愛滋病患者。

### 26日
- 蘇門庫爾·喬克莫羅夫，52歲，蘇聯-吉爾吉斯電影演員。
- 拉爾夫·大衛斯（Ralph Davis），70歲，美式橄欖球運動員[92]
- 潘克拉齊奧·德·帕斯誇萊，67歲，義大利政治家。
- 埃裡希·克倫佩爾，79歲，德國奧運會射擊運動員（1936年）。[93]
- 盧卡·利波希諾維奇，59歲，南斯拉夫足球運動員。[94]
- 拉爾夫·曼海姆（Ralph Manheim），85歲，美國翻譯，前列腺癌。[95]
- 弗蘭克·派翠克（Frank Patrick），76歲，美國橄欖球運動員。[96]
- 奧瓦·維塔寧，63歲，芬蘭籃球運動員。[97]
- 亞歷山大·沃羅寧，41歲，俄羅斯舉重運動員和奧運冠軍，摔倒了。[98]

### 27日
- H.E.P.德梅爾，85歲，斯里蘭卡政治家，錫蘭國會議員。
- 休·盧埃林·金利賽德（Hugh Llewellyn Keenleyside），94歲，加拿大外交官，學者和公務員。[99]
- 查理斯·克萊默，85歲，美國經濟學家。
- 張樂平，81歲，中國漫畫家。[100]
- 雅克-保羅·馬丁，84歲，法國羅馬天主教紅衣主教。[101]
- 布萊恩·莫克（Brian Mock），45歲，美國謀殺案受害者
- 赫爾曼·紐伯格，72歲，德國足球官員。
- 基思·普倫蒂斯，52歲，美國演員（《樂隊里的男孩》、《黑影》、《巡航》），愛滋病相關癌症。[102]

### 28日
- 安東尼奧·羅德里戈·平托·達席爾瓦，80歲，葡萄牙植物學家和分類學家。
- 威廉·道格拉斯-霍姆，80歲，英國劇作家。[103]
- 約翰·利奇，66歲，英國數學家。[104]
- 奧利·萊赫蒂寧，77歲，芬蘭奧運會拳擊手（1948年）。[105]
- 約翰娜·皮絲（Johanna Piesch），94歲，奧地利數學家。[106]
- 胡乔木，80歲，中國社會學家、馬克思主義哲學家和政治家。

### 29日
- 讓·奧朗什，89歲，法國編劇。[107]
- 保羅·賈巴拉（Paul Jabara），44歲，美國詞曲作者（“Last Dance”、“It's Raining Men”），愛滋病。[108]
- 比爾·羅，61歲，英國音響工程師（《末代皇帝》《殺戮場》《蝙蝠俠》），奧斯卡獎得主（1988年）。
- 塞派希·卡尔曼，62歲，匈牙利男子乒乓球運動員。

### 30日
- 內特·博登（Nate Borden），60歲，美國橄欖球運動員，癌症。[109]
- 羅伯特·喬爾（Robert Joel），48歲，美國演員（《非常自然的事情》），愛滋病。[110]
- 歐文·克萊因（Erwin Klein），53歲，美國乒乓球運動員，射擊。
- 瑪麗亞·馬利卡（Maria Malicka），94歲，波蘭舞臺和電影女演員。